# Rapacuronium
Le rapacuronium est un curare non dépolarisant de la famille des stéroïdes commercialisé au début des années 2000 aux États-Unis sous forme de bromure de rapacuronium (Raplon). Il s'est révélé pourvoyeur de bronchospasmes dont certains ont été mortels : le médicament a été retiré du marché en mars 2001.

## Note
1. ↑  Masse molaire calculée d’après « Atomic weights of the elements 2007 », sur www.chem.qmul.ac.uk.